# Adolf Jess

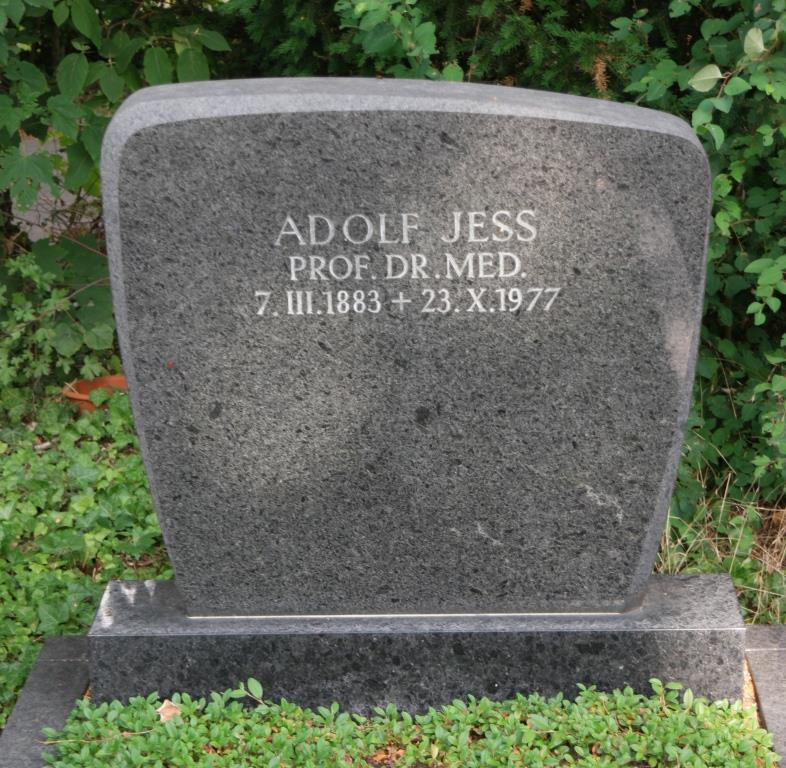
Grab von Adolf Jess auf dem Hauptfriedhof in Mainz

Adolf Wilhelm Karl Theodor Jess (* 7. März 1883 in Bordesholm; † 23. Oktober 1977 in Wiesbaden) war ein deutscher Augenarzt.

## Leben
Adolf Jess kam am 7. März 1883 in Bordesholm als Sohn des Justizrats Theodor Jess und der Marie geborene Hall zur Welt. Er widmete sich nach dem Abitur einem Studium der Medizin an den Universitäten Marburg, Berlin und Göttingen, wo er Mitglied der Verbindung Lunaburgia wurde und 1908 zum Dr. med. promoviert wurde.
In der Folge nahm er nach Assistenzjahren 1913 eine Stelle als Privatdozent für Ophthalmologie an der Universität Gießen an, die er bis 1918 ausfüllte. Zeitgleich diente er während des Ersten Weltkriegs in der Deutschen Armee. 1918 erhielt Jess eine außerplanmäßige Professur für Ophthalmologie, ehe 1919 seine Habilitation erfolgte. 1924 übernahm er in der Nachfolge des in den Ruhestand getretenen Adolf Vossius den Lehrstuhl für Ophthalmologie sowie die Leitung der Universitätsaugenklinik. Dazu war Adolf Jess zwischen 1932 und 1933 als Rektor eingesetzt.
1935 wurde ihm in der Nachfolge des emeritierten Ernst Hertel der Lehrstuhl für Augenheilkunde an der Medizinischen Fakultät der Universität Leipzig sowie die Leitung der Augenheilanstalt übertragen. Jess, der zum 1. September 1933 der NSDAP beigetreten war (Mitgliedsnummer 1.793.064), gehörte zudem dem NS-Ärztebund sowie der SS (SS-Nummer 265.163) an. 1938 erfolgte seine Ernennung zum Hauptsturmführer.
Nachdem Jess nach Ende des Zweiten Weltkriegs seiner Funktionen in Leipzig enthoben worden war, folgte er 1946 dem Ruf auf den Lehrstuhl für Ophthalmologie an der wiedergegründeten Johannes Gutenberg-Universität Mainz. Dazu wurde er mit der Leitung der Augenklinik betraut. Außerdem übte er im Jahr 1952 die Funktion des Dekans der medizinischen Fakultät aus. Adolf Jess, Mitglied der Deutschen Ophthalmologischen Gesellschaft, zu deren Ehrenmitglied er 1973 ernannt wurde, wurde 1957 emeritiert.
Adolf Jess führte in die Ophthalmologie neue Operationsverfahren ein und griff zur Erforschung der Lederhaut auf die Röntgenstrahlung zurück.

## Publikationen
- Beiträge zur Kenntnis der Chemie der normalen und der pathologisch veränderten Linse des Auges, München, 1913
- Augenärztliche Kriegserfahrungen, Halle, 1918
- Die Geschichte der Augenheilkunde und ihre Stellung im Rahmen der Gesamtmedizin : Akademische Rede gehalten zur Jahresfeier der Hessischen Ludwigs-Universität am 1. Juli 1933, Gießen, 1933